# Liste des subdivisions administratives du Liaoning

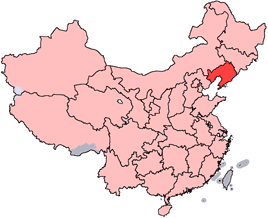
Le Liaoning

La structure administrative du Liaoning, province de la république populaire de Chine, est constituée des trois niveaux suivants :
- 14 subdivisions de niveau préfecture
  - ce sont toutes des villes-préfectures
- 172 subdivisions de niveau district
  - 17 villes-districts
  - 19 xian
  - 8 xian autonome
  - 56 districts
- 1532 subdivisions de niveau canton
  - 614 bourgs
  - 302 cantons
  - 77 cantons ethniques
  - 539 sous-districts

La table ci-dessous donne uniquement la liste des divisions de niveau préfecture et de niveau district.
| Niveau préfecture                     | Niveau district                       | Niveau district         | Niveau district                  |
| Niveau préfecture                     | Nom                                   | Chinois (simplifié)     | Pinyin                           |
| ------------------------------------- | ------------------------------------- | ----------------------- | -------------------------------- |
| Ville de Shenyang 沈阳市 Shěnyáng Shì | District de Shenhe                    | 沈河区                  | Shěnhé Qū                        |
| Ville de Shenyang 沈阳市 Shěnyáng Shì | District de Heping                    | 和平区                  | Hépíng Qū                        |
| Ville de Shenyang 沈阳市 Shěnyáng Shì | District de Dadong                    | 大东区                  | Dàdōng Qū                        |
| Ville de Shenyang 沈阳市 Shěnyáng Shì | District de Huanggu                   | 皇姑区                  | Huánggū Qū                       |
| Ville de Shenyang 沈阳市 Shěnyáng Shì | District de Tiexi                     | 铁西区                  | Tiěxī Qū                         |
| Ville de Shenyang 沈阳市 Shěnyáng Shì | District de Sujiatun                  | 苏家屯区                | Sūjiātún Qū                      |
| Ville de Shenyang 沈阳市 Shěnyáng Shì | District de Dongling                  | 东陵区                  | Dōnglíng Qū                      |
| Ville de Shenyang 沈阳市 Shěnyáng Shì | Nouveau district de Shenbei           | 沈北新区                | Shěnběi Xīn Qū                   |
| Ville de Shenyang 沈阳市 Shěnyáng Shì | District de Yuhong                    | 于洪区                  | Yúhóng Qū                        |
| Ville de Shenyang 沈阳市 Shěnyáng Shì | Ville de Xinmin                       | 新民市                  | Xīnmín Shì                       |
| Ville de Shenyang 沈阳市 Shěnyáng Shì | Xian de Liaozhong                     | 辽中县                  | Liáozhōng Xiàn                   |
| Ville de Shenyang 沈阳市 Shěnyáng Shì | Xian de Kangping                      | 康平县                  | Kāngpíng Xiàn                    |
| Ville de Shenyang 沈阳市 Shěnyáng Shì | Xian de Faku                          | 法库县                  | Fǎkù Xiàn                        |
| Ville de Chaoyang 朝阳市 Cháoyáng Shì | District de Shuangta                  | 双塔区                  | Shuāngtǎ Qū                      |
| Ville de Chaoyang 朝阳市 Cháoyáng Shì | District de Longcheng                 | 龙城区                  | Lóngchéng Qū                     |
| Ville de Chaoyang 朝阳市 Cháoyáng Shì | Ville de Beipiao                      | 北票市                  | Běipiào Shì                      |
| Ville de Chaoyang 朝阳市 Cháoyáng Shì | Ville de Lingyuan                     | 凌源市                  | Língyuán Shì                     |
| Ville de Chaoyang 朝阳市 Cháoyáng Shì | Xian de Chaoyang                      | 朝阳县                  | Cháoyáng Xiàn                    |
| Ville de Chaoyang 朝阳市 Cháoyáng Shì | Xian de Jianping                      | 建平县                  | Jiànpíng Xiàn                    |
| Ville de Chaoyang 朝阳市 Cháoyáng Shì | Xian autonome mongol gauche de Harqin | 喀喇沁左翼 蒙古族自治县 | Kālāqìn zuǒyì měnggǔzú Zìzhìxiàn |
| Ville de Fuxin 阜新市 Fùxīn Shì       | District de Haizhou                   | 海州区                  | Hǎizhōu Qū                       |
| Ville de Fuxin 阜新市 Fùxīn Shì       | District de Xinqiu                    | 新邱区                  | Xīnqiū Qū                        |
| Ville de Fuxin 阜新市 Fùxīn Shì       | District de Taiping                   | 太平区                  | Tàipíng Qū                       |
| Ville de Fuxin 阜新市 Fùxīn Shì       | District de Qinghemen                 | 清河门区                | Qīnghémén Qū                     |
| Ville de Fuxin 阜新市 Fùxīn Shì       | District de Xihe                      | 细河区                  | Xìhé Qū                          |
| Ville de Fuxin 阜新市 Fùxīn Shì       | Xian de Zhangwu                       | 彰武县                  | Zhāngwǔ Xiàn                     |
| Ville de Fuxin 阜新市 Fùxīn Shì       | Xian autonome mongol de Fuxin         | 阜新蒙古族自治县        | Fùxīn měnggǔzú Zìzhìxiàn         |
| Ville de Tieling 铁岭市 Tiělǐng Shì   | District de Yinzhou                   | 银州区                  | Yínzhōu Qū                       |
| Ville de Tieling 铁岭市 Tiělǐng Shì   | District de Qinghe                    | 清河区                  | Qīnghé Qū                        |
| Ville de Tieling 铁岭市 Tiělǐng Shì   | Ville de Diaobingshan                 | 调兵山市                | Diàobīngshān Shì                 |
| Ville de Tieling 铁岭市 Tiělǐng Shì   | Ville de Kaiyuan                      | 开原市                  | Kāiyuán Shì                      |
| Ville de Tieling 铁岭市 Tiělǐng Shì   | Xian de Tieling                       | 铁岭县                  | Tiělǐng Xiàn                     |
| Ville de Tieling 铁岭市 Tiělǐng Shì   | Xian de Xifeng                        | 西丰县                  | Xīfēng Xiàn                      |
| Ville de Tieling 铁岭市 Tiělǐng Shì   | Xian de Changtu                       | 昌图县                  | Chāngtú Xiàn                     |
| Ville de Fushun 抚顺市 Fǔshùn Shì     | District de Shuncheng                 | 顺城区                  | Shùnchéng Qū                     |
| Ville de Fushun 抚顺市 Fǔshùn Shì     | District de Xinfu                     | 新抚区                  | Xīnfǔ Qū                         |
| Ville de Fushun 抚顺市 Fǔshùn Shì     | District de Dongzhou                  | 东洲区                  | Dōngzhōu Qū                      |
| Ville de Fushun 抚顺市 Fǔshùn Shì     | District de Wanghua                   | 望花区                  | Wànghuā Qū                       |
| Ville de Fushun 抚顺市 Fǔshùn Shì     | Xian de Fushun                        | 抚顺县                  | Fǔshùn Xiàn                      |
| Ville de Fushun 抚顺市 Fǔshùn Shì     | Xian autonome mandchou de Xinbin      | 新宾满族自治县          | Xīnbīn mǎnzú Zìzhìxiàn           |
| Ville de Fushun 抚顺市 Fǔshùn Shì     | Xian autonome mandchou de Qingyuan    | 清原满族自治县          | Qīngyuán mǎnzú Zìzhìxiàn         |
| Ville de Benxi 本溪市 Běnxī Shì       | District de Pingshan                  | 平山区                  | Píngshān Qū                      |
| Ville de Benxi 本溪市 Běnxī Shì       | District de Xihu                      | 溪湖区                  | Xīhú Qū                          |
| Ville de Benxi 本溪市 Běnxī Shì       | District de Mingshan                  | 明山区                  | Míngshān Qū                      |
| Ville de Benxi 本溪市 Běnxī Shì       | District de Nanfen                    | 南芬区                  | Nánfēn Qū                        |
| Ville de Benxi 本溪市 Běnxī Shì       | Xian autonome mandchou de Benxi       | 本溪满族自治县          | Běnxī mǎnzú Zìzhìxiàn            |
| Ville de Benxi 本溪市 Běnxī Shì       | Xian autonome mandchou de Huanren     | 桓仁满族自治县          | Huánrén mǎnzú Zìzhìxiàn          |
| Ville de Liaoyang 辽阳市 Liáoyáng Shì | District de Baita                     | 白塔区                  | Báitǎ Qū                         |
| Ville de Liaoyang 辽阳市 Liáoyáng Shì | District de Wensheng                  | 文圣区                  | Wénshèng Qū                      |
| Ville de Liaoyang 辽阳市 Liáoyáng Shì | District de Hongwei                   | 宏伟区                  | Hóngwěi Qū                       |
| Ville de Liaoyang 辽阳市 Liáoyáng Shì | District de Gongchangling             | 弓长岭区                | Gōngchánglǐng Qū                 |
| Ville de Liaoyang 辽阳市 Liáoyáng Shì | District de Taizihe                   | 太子河区                | Tàizǐhé Qū                       |
| Ville de Liaoyang 辽阳市 Liáoyáng Shì | Ville de Dengta                       | 灯塔市                  | Dēngtǎ Shì                       |
| Ville de Liaoyang 辽阳市 Liáoyáng Shì | Xian de Liaoyang                      | 辽阳县                  | Liáoyáng Xiàn                    |
| Ville d'Anshan 鞍山市 Ānshān Shì      | District de Tiedong                   | 铁东区                  | Tiědōng Qū                       |
| Ville d'Anshan 鞍山市 Ānshān Shì      | District de Tiexi                     | 铁西区                  | Tiěxī Qū                         |
| Ville d'Anshan 鞍山市 Ānshān Shì      | District de Lishan                    | 立山区                  | Lìshān Qū                        |
| Ville d'Anshan 鞍山市 Ānshān Shì      | District de Qianshan                  | 千山区                  | Qiānshān Qū                      |
| Ville d'Anshan 鞍山市 Ānshān Shì      | Ville de Haicheng                     | 海城市                  | Hǎichéng Shì                     |
| Ville d'Anshan 鞍山市 Ānshān Shì      | Xian de Tai'an                        | 台安县                  | Tái'ān Xiàn                      |
| Ville d'Anshan 鞍山市 Ānshān Shì      | Xian autonome mandchou de Xiuyan      | 岫岩满族自治县          | Xiùyán mǎnzú Zìzhìxiàn           |
| Ville de Dandong 丹东市 Dāndōng Shì   | District de Zhenxing                  | 振兴区                  | Zhènxīng Qū                      |
| Ville de Dandong 丹东市 Dāndōng Shì   | District de Yuanbao                   | 元宝区                  | Yuánbǎo Qū                       |
| Ville de Dandong 丹东市 Dāndōng Shì   | District de Zhen'an                   | 振安区                  | Zhèn'ān Qū                       |
| Ville de Dandong 丹东市 Dāndōng Shì   | Ville de Fengcheng                    | 凤城市                  | Fèngchéng Shì                    |
| Ville de Dandong 丹东市 Dāndōng Shì   | Ville de Donggang                     | 东港市                  | Dōnggǎng Shì                     |
| Ville de Dandong 丹东市 Dāndōng Shì   | Xian autonome mandchou de Kuandian    | 宽甸满族自治县          | Kuāndiàn mǎnzú Zìzhìxiàn         |
| Ville de Dalian 大连市 Dàlián Shì     | District de Xigang                    | 西岗区                  | Xīgǎng Qū                        |
| Ville de Dalian 大连市 Dàlián Shì     | District de Zhongshan                 | 中山区                  | Zhōngshān Qū                     |
| Ville de Dalian 大连市 Dàlián Shì     | District de Shahekou                  | 沙河口区                | Shākékǒu Qū                      |
| Ville de Dalian 大连市 Dàlián Shì     | District de Ganjingzi                 | 甘井子区                | Gānjǐngzi Qū                     |
| Ville de Dalian 大连市 Dàlián Shì     | District de Lüshunkou                 | 旅顺口区                | Lǚshùnkǒu Qū                     |
| Ville de Dalian 大连市 Dàlián Shì     | District de Jinzhou                   | 金州区                  | Jīnzhōu Qū                       |
| Ville de Dalian 大连市 Dàlián Shì     | Ville de Wafangdian                   | 瓦房店市                | Wǎfángdiàn Shì                   |
| Ville de Dalian 大连市 Dàlián Shì     | Ville de Pulandian                    | 普兰店市                | Pǔlándiàn Shì                    |
| Ville de Dalian 大连市 Dàlián Shì     | Ville de Zhuanghe                     | 庄河市                  | Zhuānghé Shì                     |
| Ville de Dalian 大连市 Dàlián Shì     | Xian de Changhai                      | 长海县                  | Chánghǎi Xiàn                    |
| Ville de Yingkou 营口市 Yíngkǒu Shì   | District de Zhanqian                  | 站前区                  | Zhànqián Qū                      |
| Ville de Yingkou 营口市 Yíngkǒu Shì   | District de Xishi                     | 西市区                  | Xīshì Qū                         |
| Ville de Yingkou 营口市 Yíngkǒu Shì   | District de Bayuquan                  | 鲅鱼圈区                | Bàyúquān Qū                      |
| Ville de Yingkou 营口市 Yíngkǒu Shì   | District de Laobian                   | 老边区                  | Lǎobiān Qū                       |
| Ville de Yingkou 营口市 Yíngkǒu Shì   | Ville de Dashiqiao                    | 大石桥市                | Dàshíqiáo Shì                    |
| Ville de Yingkou 营口市 Yíngkǒu Shì   | Ville de Gaizhou                      | 盖州市                  | Gàizhōu Shì                      |
| Ville de Panjin 盘锦市 Pánjǐn Shì     | District de Xinglongtai               | 兴隆台区                | Xīnglóngtái Qū                   |
| Ville de Panjin 盘锦市 Pánjǐn Shì     | District de Shuangtaizi               | 双台子区                | Shuāngtáizi Qū                   |
| Ville de Panjin 盘锦市 Pánjǐn Shì     | Xian de Dawa                          | 大洼县                  | Dàwā Xiàn                        |
| Ville de Panjin 盘锦市 Pánjǐn Shì     | Xian de Panshan                       | 盘山县                  | Pánshān Xiàn                     |
| Ville de Jinzhou 锦州市 Jǐnzhōu Shì   | District de Taihe                     | 太和区                  | Tàihé Qū                         |
| Ville de Jinzhou 锦州市 Jǐnzhōu Shì   | District de Guta                      | 古塔区                  | Gǔtǎ Qū                          |
| Ville de Jinzhou 锦州市 Jǐnzhōu Shì   | District de Linghe                    | 凌河区                  | Línghé Qū                        |
| Ville de Jinzhou 锦州市 Jǐnzhōu Shì   | Ville de Linghai                      | 凌海市                  | Línghǎi Shì                      |
| Ville de Jinzhou 锦州市 Jǐnzhōu Shì   | Ville de Beizhen                      | 北镇市                  | Běizhèn Shì                      |
| Ville de Jinzhou 锦州市 Jǐnzhōu Shì   | Xian de Heishan                       | 黑山县                  | Hēishān Xiàn                     |
| Ville de Jinzhou 锦州市 Jǐnzhōu Shì   | Xian de Yi                            | 义县                    | Yì Xiàn                          |
| Ville de Huludao 葫芦岛市 Húludǎo Shì | District de Longgang                  | 龙港区                  | Lónggǎng Qū                      |
| Ville de Huludao 葫芦岛市 Húludǎo Shì | District de Lianshan                  | 连山区                  | Liánshān Qū                      |
| Ville de Huludao 葫芦岛市 Húludǎo Shì | District de Nanpiao                   | 南票区                  | Nánpiào Qū                       |
| Ville de Huludao 葫芦岛市 Húludǎo Shì | Ville de Xingcheng                    | 兴城市                  | Xīngchéng Shì                    |
| Ville de Huludao 葫芦岛市 Húludǎo Shì | Xian de Suizhong                      | 绥中县                  | Suízhōng Xiàn                    |
| Ville de Huludao 葫芦岛市 Húludǎo Shì | Xian de Jianchang                     | 建昌县                  | Jiànchāng Xiàn                   |